# Brigitte Helm
Brigitte Helm (ur. 17 marca 1908 w Berlinie jako Brigitte Eva Gisela Schittenhelm, zm. 11 czerwca 1996 w Asconie) – niemiecka aktorka filmowa; początek jej kariery przypadł na czasy kina niemego.

## Życiorys
Debiutowała jako nastolatka w filmie Fritza Langa Metropolis; w castingu wzięła udział z inicjatywy matki, sama Brigitte planowała zostać astronomką. Reżyser powierzył jej główną rolę żeńską: Marii oraz jej robotycznego sobowtóra (Maschinenmenscha). Rola, która miała się okazać najważniejszą w jej karierze, była bardzo wyczerpująca (to właśnie Helm nosiła metalowy kostium w scenach z człowiekiem-maszyną) i uczyniła ją gwiazdą niemieckiego kina.

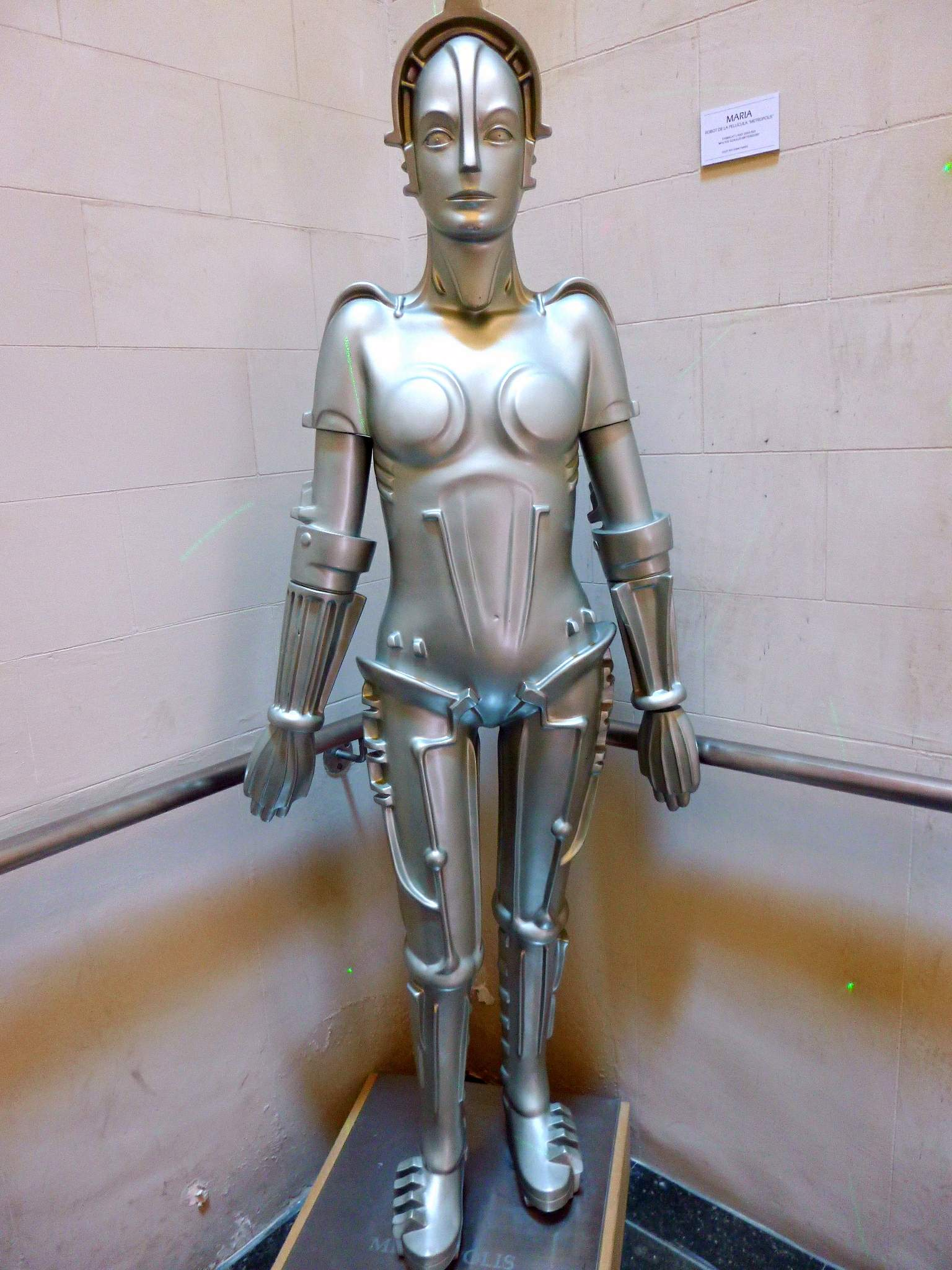
Kopia człowieka-maszyny z filmu Metropolis

Podpisała kontrakt z UFA GmbH; w 1929 roku podała wytwórnię do sądu, niezadowolona z ról niebezpiecznych kobiet, w których ją obsadzano – bez powodzenia. Nosiła już wówczas nazwisko Helm.
W 1930 zagrała w dźwiękowym filmie muzycznym Neapol, śpiewające miasto u boku Jana Kiepury.

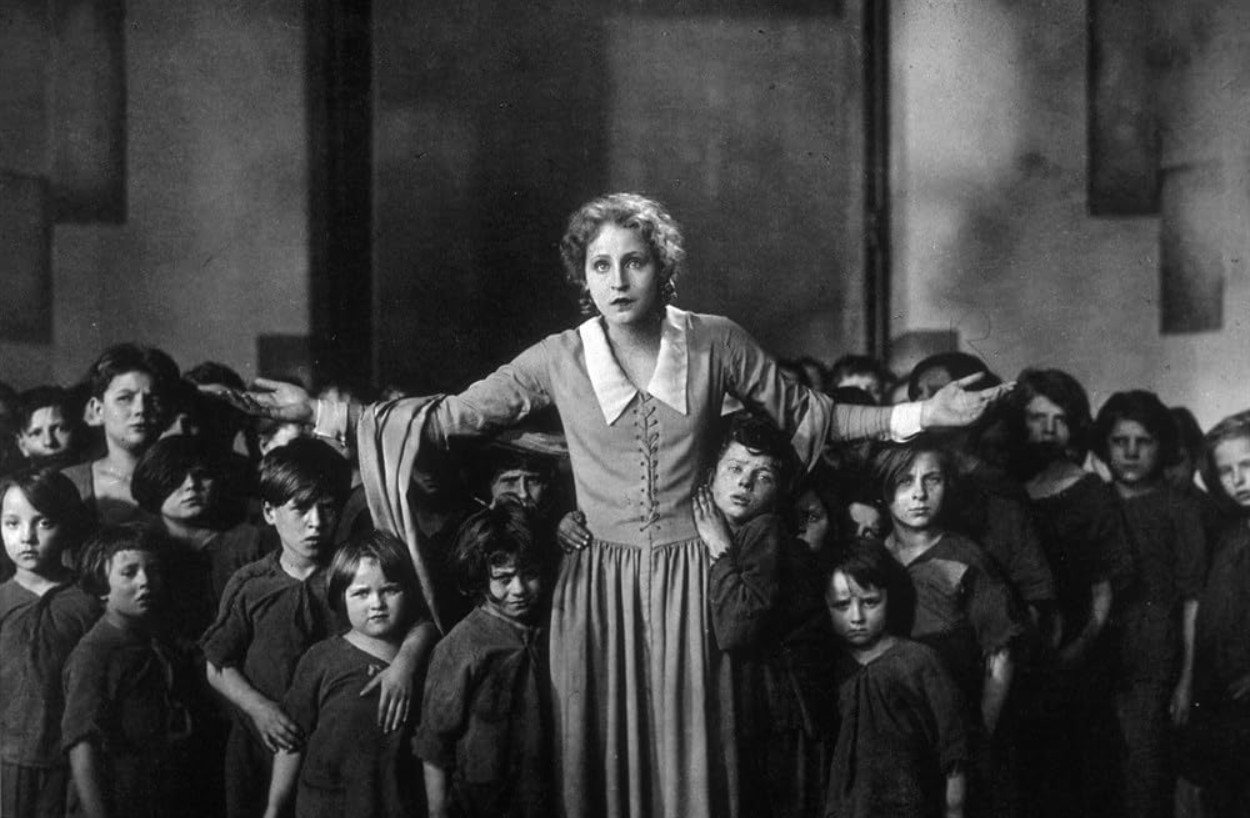
Brigitte Helm w filmie Metropolis rok 1927

Ostatnim filmem, w jakim się pojawiła, był Ein idealer Gatte (1935). Powtórnie wyszła za mąż (jej pierwsze małżeństwo było nieudane) – za przedsiębiorcę Hugona Kunheima. Od tej pory funkcjonowała jako osoba prywatna, nie występowała w mediach i kategorycznie odmawiała udzielania wywiadów, zwłaszcza na temat swojej zakończonej kariery filmowej (pod koniec życia zgodziła się porozmawiać z dziennikarzem o modzie i projektancie Wernerze Mahrenholzu). Z czasem przeprowadziła się do Ascony w Szwajcarii, gdzie żyła przez ponad 30 lat – aż do śmierci w 1996 roku.
Powody, dla których Brigitte Helm zdecydowała się na taki krok, nie są jasne. Wskazuje się pragnienie życia jako gospodyni domowa, jej niepochlebne opinie o niemieckiej kinematografii pod rządami nazistów, komplikacje w życiu osobistym (rozpad małżeństwa, spowodowanie wypadku samochodowego), wcześnie osiągnięty sukces i niezadowolenie z kolejnych ról oraz fakt, że o wyborze drogi życiowej de facto zdecydowała za nią matka; najprawdopodobniej wykonywanie zawodu aktorki nie przynosiło jej satysfakcji.
Brigitte Helm zagrała w ponad 35 filmach (w tym 10 niemych), ze swoim drugim mężem doczekała się trzech synów i jednej córki. W 1968 przyznano jej – oraz sześciorgu innym artystom – honorową Niemiecką Nagrodę Filmową za „wieloletnią i wybitną działalność w kinie niemieckim”.